# 夏基 (密西西比州)
夏基（英語：Sharkey）是位於美國密西西比州塔拉哈奇縣的非建制地區。

## 歷史
夏基的郵局於1877年設立，其後於1930年停運。

## 地理
夏基所處的海拔為高於海平面45米（即148英呎），而該地所採用的時區為UTC-6，即北美中部時區（CST）。同時該地設有夏令時間，為UTC-6調快一小時，即UTC-5（CDT）。